# يان فيدازكا
يان فيدازكا (بالتشيكية: Jan Víťazka)‏ (مواليد 27 مايو 1976) هو سبّاح تشيكي، مثّل بلاده في الألعاب الأولمبية الصيفية 2000.

## روابط خارجية
يان فيدازكا على موقع الاتحاد الدولي للسباحة (الإنجليزية)
- يان فيدازكا على موقع أوليمبيديا (الإنجليزية)
- يان فيدازكا على موقع اللجنة الأولمبية التشيكية (التشيكية)